# Гибралтар на Светском првенству у атлетици на отвореном 2013.
Гибралтар је учествовао на Светском првенству у атлетици на отвореном 2013. одржаном у Москви од 10. до 18. августа тринаести пут. Репрезентацију Гибралтара представљао је један атлетичар који се такмичио у трци на 200 м.
На овом првенству Гибралтар није освојио ниједну медаљу, нити је оборен неки рекорд.

## Резултати

### Мушкарци
| Атлетичар    | Дисциплина | Лични рекорд | Предтакмичење | Предтакмичење | Квалификације        | Квалификације        | Полуфинале           | Полуфинале           | Финале               | Финале       | Детаљи                                     |
| Атлетичар    | Дисциплина | Лични рекорд | Резултат      | Место         | Резултат             | Место                | Резултат             | Место                | Резултат             | Место        | Детаљи                                     |
| ------------ | ---------- | ------------ | ------------- | ------------- | -------------------- | -------------------- | -------------------- | -------------------- | -------------------- | ------------ | ------------------------------------------ |
| Jerai Torres | 200 м      | 22,29        | 22,98         | 6 у гр. 1     | Није се квалификовао | Није се квалификовао | Није се квалификовао | Није се квалификовао | Није се квалификовао | 55 / 55 (56) | Архивирано на веб-сајту (21. октобар 2013) |